# Albrecht II (rooms-koning)
Albrecht II (Wenen, 16 augustus 1397 - Neszmély bij Esztergom, 27 oktober 1439), uit de Albertijnse linie van het huis Habsburg, was vanaf 1404 hertog van Oostenrijk als Albrecht V en vanaf 1437 koning van Hongarije en Bohemen als Albrecht I. In 1438 werd hij als Albrecht II tot rooms-Duits koning gekozen, hoewel hij nooit gekroond werd. Albrecht II was de eerste heerser uit het huis Habsburg die Oostenrijk, Bohemen, Hongarije en het Duitse koningschap in een hand verenigde. Albrecht stierf in Hongarije tijdens een veldtocht tegen de Turken, waarna zijn rijk uit elkaar viel.

## Biografie

### Strijd om de voogdij
Albrecht was de enige zoon van Albrecht IV de Geduldige en Johanna van Beieren. Toen zijn vader op 14 september 1404 stierf, volgde Albrecht hem op zevenjarige leeftijd op als hertog van Oostenrijk. Vanwege Albrechts minderjarigheid konden zijn oudooms uit de Leopoldinische Linie, Willem I, Leopold IV en Ernst, aanspraak maken op de voogdij en het bestuur over het hertogdom Oostenrijk. Tijdens de jarenlange strijd over de voogdij kwamen de Staten van Oostenrijk (De adel, de geestelijkheid, de ridders en de steden) voor het eerst als afgebakende groep bij elkaar. Na de dood van Willem I in 1406 verklaarden de Staten dat Albrecht tot enige rechtmatige hertog en eisten ze medebeslissingsrecht bij de aanstelling van een voogd. In 1411 weigerde Leopold IV de regering aan Albrecht over te dragen, waarop de staten de prins uit Wenen lieten ontvoeren. Op een landdag in Eggenburg werd Albrecht meerderjarig verklaard en door de Staten als landsheer gehuldigd. Leopold IV stierf korte tijd later aan een hartaanval en Ernst vertrok naar zijn eigen gebieden, waarmee Albrecht onbetwist de regering op zich kon nemen.

### Hervormer en erfgenaam
Samen met zijn belangrijkste raadgevers, kanselier Andreas Plank, Reinprecht II von Walsee en Pilgrim von Puchheim, wist Albrecht zijn heerschappij stevig te vestigen. Met een bepaling van algemene landvrede in 1414 herstelde Albrecht de vrede in het door vetes verscheurde hertogdom. Verder hervormde hij het recht en saneerde de hertogelijke financiën.
Ook op kerkelijk gebied zette Albrecht zich in voor hervormingen. In navolging van het Concilie van Konstanz (1414–1418), waar was bepaald dat hervormingen in het kloosterwezen nodig waren, begon Albrecht met de reorganisatie van de belangrijkste kloosters in zijn hertogdom. Albrecht liet de abt van Melk afzetten en vervangen. De nieuwe abt, Nikolaus Seyringer, zag toe op de strenge naleving van de Benedictijnse kloosterregels. Deze strakke discipline werd in de komende jaren door een aantal Oostenrijkse en Beierse benedictijnenkloosters ingevoerd. Daartegenover stond dat vele andere kloosters nog steeds vasthielden aan een lossere interpretatie van de kloosterregels, waardoor de tegenstellingen binnen het kloosterleven steeds duidelijker werden.
In de rijkspolitiek koos Albrecht nadrukkelijk voor een verbond met rooms-koning Sigismund van Luxemburg, die tegelijkertijd ook koning van Bohemen en Hongarije was. In Bohemen was Sigismund verwikkeld in een strijd tegen de Hussieten, die hem niet als koning erkenden. Met steun van de paus begon Sigismund een weinig succesvolle serie kruistochten tegen de Hussieten. Albrecht steunde Sigismund in deze strijd en in 1421 benoemde de koning Albrecht tot zijn opvolger. In 1422 trouwde de hertog met Elisabeth, Sigismunds enige dochter. Om de opvolging te bezegelen benoemde Sigismund Albrecht in 1423 tot markgraaf van Moravië, de traditionele titel van de Boheemse troonopvolger.

### Strijd tegen de Hussieten
Albrechts deelname aan de kruistochten tegen de hussieten betekende dat Oostenrijk een doelwit werd voor invallen vanuit Bohemen. Omdat de joden ervan verdacht werden de hussieten te steunen kwam het in 1420 en 1421 tot een grootschalige jodenvervolging, die door Albrecht werd ondersteund. In het hele hertogdom werden joden gevangengenomen en verbannen, waarbij hun vermogen werd geconfisqueerd. In Wenen werden enkele honderden joden in het bijzijn van de hertog levend verbrand.
Tussen 1425 en 1432 vielen de Hussieten herhaaldelijk het Wein- en het Waldviertel, in het noorden van Oostenrijk, binnen. Hierbij werden onder andere Retz en de abdij van Altenburg geplunderd en vernietigd. Een Oostenrijks leger dat tegen de Hussieten optrok werd in 1427 in de slag bij Zwettl verslagen. Omdat de ridderlegers niet in staat bleken om de aanvallen het hoofd te bieden verordineerde Albrecht dat ook de boerenbevolking ingezet moest worden bij de verdediging van het hertogdom. Nadat de kruisvaarders in de Slag bij Taus op 14 augustus 1431 een nieuwe nederlaag hadden geleden werd Albrecht gematigder in zijn politiek tegen de Hussieten. Twee maanden later, op 14 oktober, bracht een Oostenrijks leger de binnenvallende Hussieten nog een zware nederlaag toe bij Kirchberg. Na 1434 kwam een einde aan de Hussietenoorlogen, hoewel het onrustig bleef in Bohemen. Sigismund sloot op 5 juli 1436 een vredesverdrag met de Staten van Bohemen, dat ook door Albrecht werd bezegeld. Hiermee huldigden de Staten Sigismund als koning.

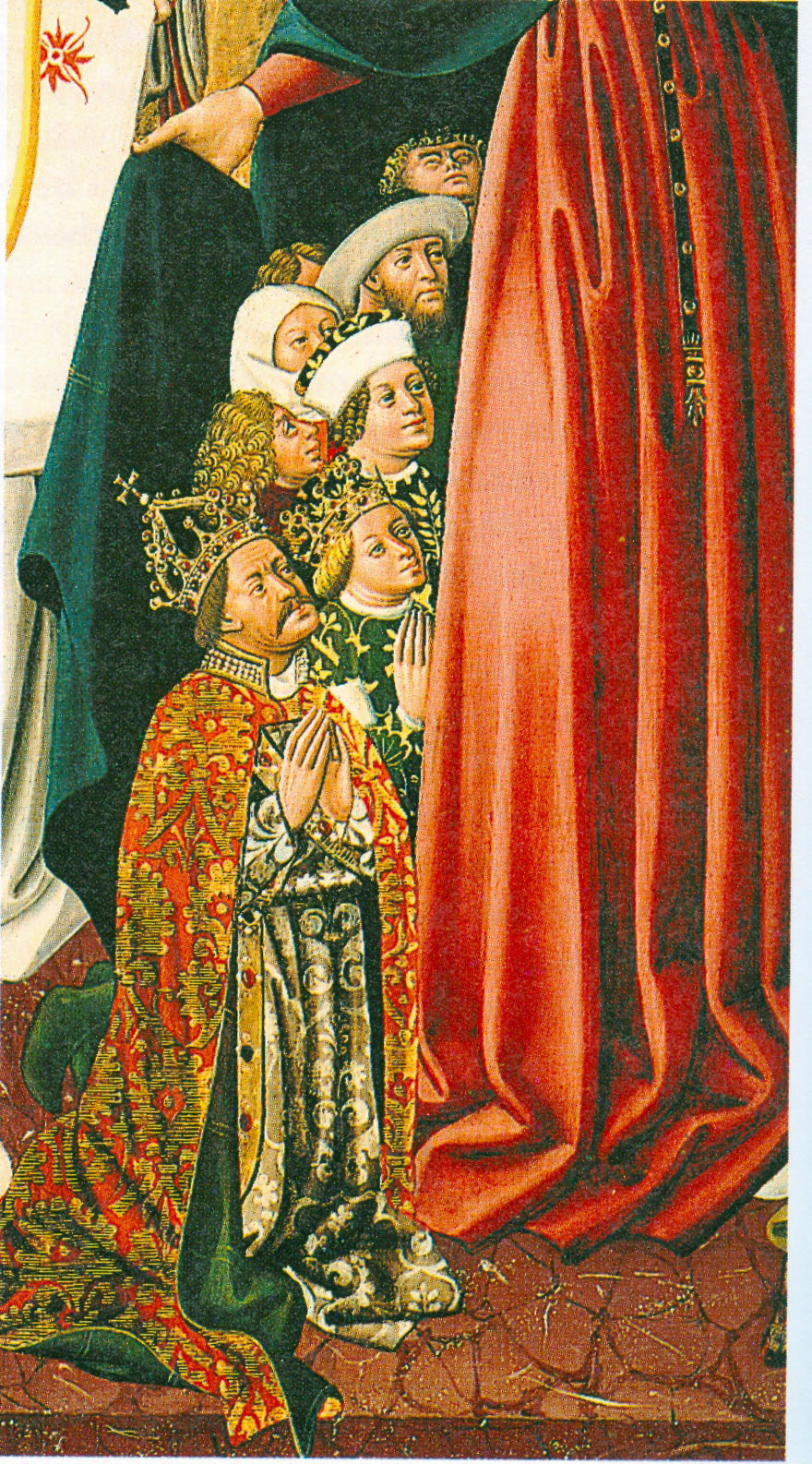
Koning Albrecht II met achter hem zijn vrouw Elisabeth, beschermd onder de mantel van de Madonna. Detail uit het Albrechtsaltaar in Klosterneuburg, 1437-1439.

### Koningschap
Sigismund stierf op 9 december 1437. In Hongarije en het Duitse Rijk verliep de opvolging relatief soepel. Op 17 december kozen de Staten van Hongarije Albrecht tot opvolger van Sigismund. Samen met zijn vrouw Elisabeth werd Albrecht op 1 januari 1438 in Székesfehérvár tot koning gekroond. Daarbij moest hij erkennen dat de Staten het recht hadden om hun koning te verkiezen en moest hij beloven de Duitse koningskroon alleen met toestemming van de Hongaarse Rijksraad te accepteren.
De Duitse keurvorsten kozen Albrecht op 18 maart 1438 tijdens een ceremonie in Frankfurt unaniem tot rooms-Duits koning. Vanwege zijn korte regeringstijd werd hij echter niet gekroond. Als rooms-koning had Albrecht weinig invloed. Hij bleef in zijn erflanden en bezocht Duitsland nooit. Daarnaast hield Albrecht de door Sigismund benoemde ambtenaren in dienst, inclusief zijn invloedrijke kanselier Kaspar Schlick. Omdat het bestuur nog steeds afhankelijk was van de persoonlijke aanwezigheid van de koning verzwakte de koninklijke invloed op het Rijk nog verder. Op kerkelijk gebied bleef Albrecht afwachtend. Samen met de meerderheid van de keurvorsten erkende hij een aantal hervormingsbesluiten die het Concilie van Bazel genomen had, maar hij liet deze niet als Rijkswet invoeren.
In Bohemen leidde Albrechts verkiezing tot een nieuwe burgeroorlog. Albrecht werd gesteund door het grootste deel van de katholieken, de utraquisten en de hogere adel, maar een minderheid van radicale hussieten, vooral afkomstig uit de lagere adel en de ridderschap, weigerde zijn verkiezing te erkennen. Na de door hen verloren verkiezingsplechtigheid stormden ze de zaal uit. Barbara van Cilli, de weduwe van Sigismund, verbond zich met de opstandige partij. De opstandelingen riepen de hulp in van koning Wladislaus III van Polen, die zijn jongere broer Casimir voorstelde als tegenkoning. Terwijl Albrecht op 29 juni 1438 in de Sint-Vituskathedraal in Praag tot koning van Bohemen gekroond werd, viel een Pools leger het koninkrijk binnen. Wladislaus III voerde zijn 22.000 man sterke troepenmacht persoonlijk aan en trok met zijn leger door Moravië, terwijl Poolse ruiters Silezië plunderden. Albrecht bracht zijn eigen leger bijeen, maar het kwam niet tot een beslissende veldslag. Na bemiddeling door de paus sloten Albrecht en Wladislaus een wapenstilstand. Vanwege de Turkse dreiging in Hongarije moest Albrecht Bohemen verlaten, waarna een periode van anarchie aanbrak.
Later verdedigde hij Hongarije nog tegen de Ottomaanse invallen. Op 27 oktober 1439 overleed hij aan dysenterie in Langendorf en werd begraven in Székesfehérvár. Als rooms-koning werd hij opgevolgd door Frederik III, als koning van Hongarije en hertog van Oostenrijk door zijn zoon Ladislaus Posthumus.

## Huwelijk en kinderen
Albrecht huwde op 28 september 1421 in Praag in met Elisabeth van Luxemburg, de enige dochter van keizer Sigismund en zijn tweede vrouw Barbara van Cilli. Elisabeth en Albrecht kregen vier kinderen:
- Anna van Oostenrijk (12 april 1432 - 13 november 1462), in 1446 getrouwd met hertog Willem III van Saksen
- George (1435), jong gestorven
- Elisabeth van Oostenrijk (1438 - 30 augustus 1505), in 1454 getrouwd met koning Casimir IV van Polen, hun oudste zoon Wladislaus werd later koning van Bohemen en Hongarije
- Ladislaus Posthumus (1440–1457), koning van Hongarije en Bohemen

## Kwartierstaat (voorouders)
| Albrecht II van Oostenrijk (1298-1358) | Albrecht II van Oostenrijk (1298-1358) | Albrecht II van Oostenrijk (1298-1358) | Albrecht II van Oostenrijk (1298-1358) | Albrecht II van Oostenrijk (1298-1358)  | Albrecht II van Oostenrijk (1298-1358)  | Johanna van Pfirt (ca. 1300-1351)       | Johanna van Pfirt (ca. 1300-1351)       | Johanna van Pfirt (ca. 1300-1351)       | Johanna van Pfirt (ca. 1300-1351)       | Johanna van Pfirt (ca. 1300-1351)      | Johanna van Pfirt (ca. 1300-1351)      |                                        |                                        | Frederik V van Neurenberg (1333-1398)  | Frederik V van Neurenberg (1333-1398)  | Frederik V van Neurenberg (1333-1398) | Frederik V van Neurenberg (1333-1398) | Frederik V van Neurenberg (1333-1398) | Frederik V van Neurenberg (1333-1398) | Elisabeth van Meißen (1329-1375)     | Elisabeth van Meißen (1329-1375)     | Elisabeth van Meißen (1329-1375)    | Elisabeth van Meißen (1329-1375)    | Elisabeth van Meißen (1329-1375) | Elisabeth van Meißen (1329-1375) |  |  | Keizer Lodewijk de Beier (1282-1347) | Keizer Lodewijk de Beier (1282-1347) | Keizer Lodewijk de Beier (1282-1347) | Keizer Lodewijk de Beier (1282-1347) | Keizer Lodewijk de Beier (1282-1347) | Keizer Lodewijk de Beier (1282-1347) | Margaretha II van Henegouwen (1310-1356) | Margaretha II van Henegouwen (1310-1356) | Margaretha II van Henegouwen (1310-1356) | Margaretha II van Henegouwen (1310-1356) | Margaretha II van Henegouwen (1310-1356) | Margaretha II van Henegouwen (1310-1356) |                                       |                                       | Lodewijk I van Brieg (ca. 1321-1398)  | Lodewijk I van Brieg (ca. 1321-1398)  | Lodewijk I van Brieg (ca. 1321-1398) | Lodewijk I van Brieg (ca. 1321-1398) | Lodewijk I van Brieg (ca. 1321-1398) | Lodewijk I van Brieg (ca. 1321-1398) | Agnes van Głogów-Żagań (1321-1362)   | Agnes van Głogów-Żagań (1321-1362)   | Agnes van Głogów-Żagań (1321-1362) | Agnes van Głogów-Żagań (1321-1362) | Agnes van Głogów-Żagań (1321-1362) | Agnes van Głogów-Żagań (1321-1362) |  |  |  |  |  |  |  |  |  |  |  |  |  |  |  |  |  |  |  |  |  |  |  |  |  |  |  |  |  |  |  |  |  |  |  |  |  |  |  |  |  |  |  |  |  |  |  |  |
| Albrecht II van Oostenrijk (1298-1358) | Albrecht II van Oostenrijk (1298-1358) | Albrecht II van Oostenrijk (1298-1358) | Albrecht II van Oostenrijk (1298-1358) | Albrecht II van Oostenrijk (1298-1358)  | Albrecht II van Oostenrijk (1298-1358)  | Johanna van Pfirt (ca. 1300-1351)       | Johanna van Pfirt (ca. 1300-1351)       | Johanna van Pfirt (ca. 1300-1351)       | Johanna van Pfirt (ca. 1300-1351)       | Johanna van Pfirt (ca. 1300-1351)      | Johanna van Pfirt (ca. 1300-1351)      |                                        |                                        | Frederik V van Neurenberg (1333-1398)  | Frederik V van Neurenberg (1333-1398)  | Frederik V van Neurenberg (1333-1398) | Frederik V van Neurenberg (1333-1398) | Frederik V van Neurenberg (1333-1398) | Frederik V van Neurenberg (1333-1398) | Elisabeth van Meißen (1329-1375)     | Elisabeth van Meißen (1329-1375)     | Elisabeth van Meißen (1329-1375)    | Elisabeth van Meißen (1329-1375)    | Elisabeth van Meißen (1329-1375) | Elisabeth van Meißen (1329-1375) |  |  | Keizer Lodewijk de Beier (1282-1347) | Keizer Lodewijk de Beier (1282-1347) | Keizer Lodewijk de Beier (1282-1347) | Keizer Lodewijk de Beier (1282-1347) | Keizer Lodewijk de Beier (1282-1347) | Keizer Lodewijk de Beier (1282-1347) | Margaretha II van Henegouwen (1310-1356) | Margaretha II van Henegouwen (1310-1356) | Margaretha II van Henegouwen (1310-1356) | Margaretha II van Henegouwen (1310-1356) | Margaretha II van Henegouwen (1310-1356) | Margaretha II van Henegouwen (1310-1356) |                                       |                                       | Lodewijk I van Brieg (ca. 1321-1398)  | Lodewijk I van Brieg (ca. 1321-1398)  | Lodewijk I van Brieg (ca. 1321-1398) | Lodewijk I van Brieg (ca. 1321-1398) | Lodewijk I van Brieg (ca. 1321-1398) | Lodewijk I van Brieg (ca. 1321-1398) | Agnes van Głogów-Żagań (1321-1362)   | Agnes van Głogów-Żagań (1321-1362)   | Agnes van Głogów-Żagań (1321-1362) | Agnes van Głogów-Żagań (1321-1362) | Agnes van Głogów-Żagań (1321-1362) | Agnes van Głogów-Żagań (1321-1362) |  |  |  |  |  |  |  |  |  |  |  |  |  |  |  |  |  |  |  |  |  |  |  |  |  |  |  |  |  |  |  |  |  |  |  |  |  |  |  |  |  |  |  |  |  |  |  |  |
|                                        |                                        |                                        |                                        |                                         |                                         |                                         |                                         |                                         |                                         |                                        |                                        |                                        |                                        |                                        |                                        |                                       |                                       |                                       |                                       |                                      |                                      |                                     |                                     |                                  |                                  |  |  |                                      |                                      |                                      |                                      |                                      |                                      |                                          |                                          |                                          |                                          |                                          |                                          |                                       |                                       |                                       |                                       |                                      |                                      |                                      |                                      |                                      |                                      |                                    |                                    |                                    |                                    |  |  |  |  |  |  |  |  |  |  |  |  |  |  |  |  |  |  |  |  |  |  |  |  |  |  |  |  |  |  |  |  |  |  |  |  |  |  |  |  |  |  |  |  |  |  |  |  |
|                                        |                                        |                                        |                                        | Albrecht III van Oostenrijk (1349-1395) | Albrecht III van Oostenrijk (1349-1395) | Albrecht III van Oostenrijk (1349-1395) | Albrecht III van Oostenrijk (1349-1395) | Albrecht III van Oostenrijk (1349-1395) | Albrecht III van Oostenrijk (1349-1395) |                                        |                                        |                                        |                                        |                                        |                                        | Beatrix van Hohenzollern (1362-1414)  | Beatrix van Hohenzollern (1362-1414)  | Beatrix van Hohenzollern (1362-1414)  | Beatrix van Hohenzollern (1362-1414)  | Beatrix van Hohenzollern (1362-1414) | Beatrix van Hohenzollern (1362-1414) |                                     |                                     |                                  |                                  |  |  |                                      |                                      |                                      |                                      | Albrecht van Beieren (1336-1404)     | Albrecht van Beieren (1336-1404)     | Albrecht van Beieren (1336-1404)         | Albrecht van Beieren (1336-1404)         | Albrecht van Beieren (1336-1404)         | Albrecht van Beieren (1336-1404)         |                                          |                                          |                                       |                                       |                                       |                                       | Margaretha van Brieg (ca. 1342–1386) | Margaretha van Brieg (ca. 1342–1386) | Margaretha van Brieg (ca. 1342–1386) | Margaretha van Brieg (ca. 1342–1386) | Margaretha van Brieg (ca. 1342–1386) | Margaretha van Brieg (ca. 1342–1386) |                                    |                                    |                                    |                                    |  |  |  |  |  |  |  |  |  |  |  |  |  |  |  |  |  |  |  |  |  |  |  |  |  |  |  |  |  |  |  |  |  |  |  |  |  |  |  |  |  |  |  |  |  |  |  |  |
|                                        |                                        |                                        |                                        | Albrecht III van Oostenrijk (1349-1395) | Albrecht III van Oostenrijk (1349-1395) | Albrecht III van Oostenrijk (1349-1395) | Albrecht III van Oostenrijk (1349-1395) | Albrecht III van Oostenrijk (1349-1395) | Albrecht III van Oostenrijk (1349-1395) |                                        |                                        |                                        |                                        |                                        |                                        | Beatrix van Hohenzollern (1362-1414)  | Beatrix van Hohenzollern (1362-1414)  | Beatrix van Hohenzollern (1362-1414)  | Beatrix van Hohenzollern (1362-1414)  | Beatrix van Hohenzollern (1362-1414) | Beatrix van Hohenzollern (1362-1414) |                                     |                                     |                                  |                                  |  |  |                                      |                                      |                                      |                                      | Albrecht van Beieren (1336-1404)     | Albrecht van Beieren (1336-1404)     | Albrecht van Beieren (1336-1404)         | Albrecht van Beieren (1336-1404)         | Albrecht van Beieren (1336-1404)         | Albrecht van Beieren (1336-1404)         |                                          |                                          |                                       |                                       |                                       |                                       | Margaretha van Brieg (ca. 1342–1386) | Margaretha van Brieg (ca. 1342–1386) | Margaretha van Brieg (ca. 1342–1386) | Margaretha van Brieg (ca. 1342–1386) | Margaretha van Brieg (ca. 1342–1386) | Margaretha van Brieg (ca. 1342–1386) |                                    |                                    |                                    |                                    |  |  |  |  |  |  |  |  |  |  |  |  |  |  |  |  |  |  |  |  |  |  |  |  |  |  |  |  |  |  |  |  |  |  |  |  |  |  |  |  |  |  |  |  |  |  |  |  |
|                                        |                                        |                                        |                                        |                                         |                                         |                                         |                                         |                                         |                                         | Albrecht IV van Oostenrijk (1377-1404) | Albrecht IV van Oostenrijk (1377-1404) | Albrecht IV van Oostenrijk (1377-1404) | Albrecht IV van Oostenrijk (1377-1404) | Albrecht IV van Oostenrijk (1377-1404) | Albrecht IV van Oostenrijk (1377-1404) |                                       |                                       |                                       |                                       |                                      |                                      |                                     |                                     |                                  |                                  |  |  |                                      |                                      |                                      |                                      |                                      |                                      |                                          |                                          |                                          |                                          | Johanna Sofia van Beieren (1373-1410)    | Johanna Sofia van Beieren (1373-1410)    | Johanna Sofia van Beieren (1373-1410) | Johanna Sofia van Beieren (1373-1410) | Johanna Sofia van Beieren (1373-1410) | Johanna Sofia van Beieren (1373-1410) |                                      |                                      |                                      |                                      |                                      |                                      |                                    |                                    |                                    |                                    |  |  |  |  |  |  |  |  |  |  |  |  |  |  |  |  |  |  |  |  |  |  |  |  |  |  |  |  |  |  |  |  |  |  |  |  |  |  |  |  |  |  |  |  |  |  |  |  |
|                                        |                                        |                                        |                                        |                                         |                                         |                                         |                                         |                                         |                                         | Albrecht IV van Oostenrijk (1377-1404) | Albrecht IV van Oostenrijk (1377-1404) | Albrecht IV van Oostenrijk (1377-1404) | Albrecht IV van Oostenrijk (1377-1404) | Albrecht IV van Oostenrijk (1377-1404) | Albrecht IV van Oostenrijk (1377-1404) |                                       |                                       |                                       |                                       |                                      |                                      |                                     |                                     |                                  |                                  |  |  |                                      |                                      |                                      |                                      |                                      |                                      |                                          |                                          |                                          |                                          | Johanna Sofia van Beieren (1373-1410)    | Johanna Sofia van Beieren (1373-1410)    | Johanna Sofia van Beieren (1373-1410) | Johanna Sofia van Beieren (1373-1410) | Johanna Sofia van Beieren (1373-1410) | Johanna Sofia van Beieren (1373-1410) |                                      |                                      |                                      |                                      |                                      |                                      |                                    |                                    |                                    |                                    |  |  |  |  |  |  |  |  |  |  |  |  |  |  |  |  |  |  |  |  |  |  |  |  |  |  |  |  |  |  |  |  |  |  |  |  |  |  |  |  |  |  |  |  |  |  |  |  |
|                                        |                                        |                                        |                                        |                                         |                                         |                                         |                                         |                                         |                                         |                                        |                                        |                                        |                                        |                                        |                                        |                                       |                                       |                                       |                                       |                                      |                                      |                                     |                                     |                                  |                                  |  |  |                                      |                                      |                                      |                                      |                                      |                                      |                                          |                                          |                                          |                                          |                                          |                                          |                                       |                                       |                                       |                                       |                                      |                                      |                                      |                                      |                                      |                                      |                                    |                                    |                                    |                                    |  |  |  |  |  |  |  |  |  |  |  |  |  |  |  |  |  |  |  |  |  |  |  |  |  |  |  |  |  |  |  |  |  |  |  |  |  |  |  |  |  |  |  |  |  |  |  |  |
|                                        |                                        |                                        |                                        |                                         |                                         |                                         |                                         |                                         |                                         |                                        |                                        |                                        |                                        |                                        |                                        |                                       |                                       |                                       |                                       |                                      |                                      |                                     |                                     |                                  |                                  |  |  |                                      |                                      |                                      |                                      |                                      |                                      |                                          |                                          |                                          |                                          |                                          |                                          |                                       |                                       |                                       |                                       |                                      |                                      |                                      |                                      |                                      |                                      |                                    |                                    |                                    |                                    |  |  |  |  |  |  |  |  |  |  |  |  |  |  |  |  |  |  |  |  |  |  |  |  |  |  |  |  |  |  |  |  |  |  |  |  |  |  |  |  |  |  |  |  |  |  |  |  |
|                                        |                                        |                                        |                                        |                                         |                                         |                                         |                                         |                                         |                                         |                                        |                                        |                                        |                                        |                                        |                                        |                                       |                                       | Margaretha van Habsburg (1395-1447)   | Margaretha van Habsburg (1395-1447)   | Margaretha van Habsburg (1395-1447)  | Margaretha van Habsburg (1395-1447)  | Margaretha van Habsburg (1395-1447) | Margaretha van Habsburg (1395-1447) |                                  |                                  |  |  |                                      |                                      | Keizer Albrecht II (1397-1439)       | Keizer Albrecht II (1397-1439)       | Keizer Albrecht II (1397-1439)       | Keizer Albrecht II (1397-1439)       | Keizer Albrecht II (1397-1439)           | Keizer Albrecht II (1397-1439)           |                                          |                                          |                                          |                                          |                                       |                                       |                                       |                                       |                                      |                                      |                                      |                                      |                                      |                                      |                                    |                                    |                                    |                                    |  |  |  |  |  |  |  |  |  |  |  |  |  |  |  |  |  |  |  |  |  |  |  |  |  |  |  |  |  |  |  |  |  |  |  |  |  |  |  |  |  |  |  |  |  |  |  |  |

## Titels en motto
Als hertog van Oostenrijk en markgraaf van Moravië voerde Albrecht vanaf 1423 de volgde titels:
- Hertog van Oostenrijk, Siermarken, Karinthië en Krain
- Markgraaf van Moravië
- Heer van de Wendische Mark en Pordenone
- Graaf van Habsburg, Tirol, Ferrette en Kyburg
- Markgraaf van Burgau
- Landgraaf van de Elzas

Na zijn verkiezing tot rooms-koning en koning van Bohemen en Hongarije voegde hij daar de volgende titels aan toe:
- Rooms-koning, altijd vermeerder des Rijks
- Koning van Hongarije, Dalmatië en Kroatië
- Koning van Bohemen

Albrechts motto was: Amicus optima vitae possessio (Een vriend is het beste bezit in het leven).